# Thorne (Québec)
Pour les articles homonymes, voir Thorne.
Thorne est une municipalité du Québec (Canada), située dans la municipalité régionale de comté (MRC) de Pontiac dans la région administrative de l'Outaouais.

## Toponymie
Le nom de ce territoire géographique est emprunté à une localité d'Angleterre située au sud-est de Leeds. Le terme signifie épine.

## Géographie
La municipalité est traversée par les routes 303 et 366.
Elle est notamment arrosée par les lacs Sparling, Johnson, Barnes et Thorne.  La rivière Quyon la traverse du nord au sud avant de se jeter dans la rivière des Outaouais en contournant des collines dont les plus hautes atteignent les 300 m.

### Hameaux et village
Les principaux hameaux sont Schwartz, Thornby, Greer Mount, Thorne Centre et Hodgins ainsi que le village de Ladysmith. La municipalité possède une importante population d'origine allemande.

## Démographie
| 1991 | 1996 | 2001 | 2006 | 2011 | 2016 | 2021 |
| ---- | ---- | ---- | ---- | ---- | ---- | ---- |
| 359  | 397  | 408  | 427  | 292  | 448  | 528  |

Lors de la proclamation du canton en 1861, quatorze individus seulement étaient francophones ; la majorité étant anglophone.
Le recensement de 2006 y dénombre 427 personnes. De ce nombre, environ 55 ont pour langue maternelle le français, alors que 345 ont pour langue maternelle l'anglais.

## Administration
Les élections municipales se font en bloc pour le maire et les six conseillers.
| Thorne Maires depuis 2003                                                                                            |                   |         |          |
| Élection | Maire             | Qualité | Résultat |
| 2003 | Edwin Ross Vowles |         | Voir     |
| 2005 | Edwin Ross Vowles | Voir    |          |
| 2009 | Edwin Ross Vowles | Voir    |          |
| 2013 | Terence Murdock   |         | Voir     |
| 2017 | Karen Daly Kelly  |         | Voir     |
| 2021 | Karen Daly Kelly  | Voir    |          |
| Élection partielle en italique Depuis 2005, les élections sont simultanées dans toutes les municipalités québécoises |                   |         |          |